# Уилмонт (тауншип, Миннесота)
Уилмонт (англ. Wilmont) — тауншип в округе Ноблс, Миннесота, США. На 2000 год его население составило 228 человек.

## География
По данным Бюро переписи населения США площадь тауншипа составляет 92,0 км², из которых 92,0 км² занимает суша, водоёмов нет.

## Демография
По данным переписи населения 2000 года здесь находились 228 человек, 80 домохозяйств и 67 семей.  Плотность населения —  2,5 чел./км².  На территории тауншипа расположено 86 построек со средней плотностью 0,9 построек на один квадратный километр. Расовый состав населения: 97,37 % белых, 2,19 % азиатов и 0,44 % приходится на две или более других рас.
Из 80 домохозяйств в 32,5 % воспитывались дети до 18 лет, в 71,3 % проживали супружеские пары, в 6,3 % проживали незамужние женщины и в 16,3 % домохозяйств проживали несемейные люди. 15,0 % домохозяйств состояли из одного человека, при том 7,5 % из — одиноких пожилых людей старше 65 лет. Средний размер домохозяйства — 2,85, а семьи — 3,18 человека.
27,6 % населения младше 18 лет, 6,6 % в возрасте от 18 до 24 лет, 25,9 % от 25 до 44, 23,2 % от 45 до 64 и 16,7 % старше 65 лет. Средний возраст — 40 лет. На каждые 100 женщин приходилось 94,9 мужчин.  На каждые 100 женщин старше 18 приходилось 103,7 мужчин.
Средний годовой доход домохозяйства составлял 31 528 долларов, а средний годовой доход семьи —  33 125 долларов. Средний доход мужчин —  24 375  долларов, в то время как у женщин — 18 750. Доход на душу населения составил 12 613 долларов. За чертой бедности находились 9,0 % семей и 12,9 % всего населения тауншипа, из которых 25,4 % младше 18 и 11,8 % старше 65 лет.